# Convenio para la protección de los productores de fonogramas contra la reproducción no autorizada de sus fonogramas
El Convenio para la protección de los productores de fonogramas contra la reproducción no autorizada de sus fonogramas, también conocido como Convenio de Ginebra sobre Fonogramas, es un acuerdo internacional adoptado el 29 de octubre de 1971 relativo a la protección de los derechos de autor de las grabaciones sonoras.
Hasta agosto de 2023, el convenio contaba con 81 países miembros.

## Contexto legal
A mediados de la década de 1950, la Convención de Berna para la Protección de las Obras Literarias y Artísticas, la Convención de Buenos Aires y la Convención Universal sobre Derecho de Autor otorgaron fuertes derechos a escritores y artistas –así como a compositores e intérpretes de música– en la mayoría de los países del primer mundo. El editor de un libro podía procesar a un autor de copias no autorizadas incluso si operaba en un país diferente al de la publicación. Pero no existía una protección equivalente para las grabaciones de audio.
La Convención de Roma de 1961 otorgó, por primera vez, el reconocimiento internacional de los derechos de autor sobre grabaciones sonoras. Ahora se reconocía que los sellos discográficos tenían derechos de autor sobre la grabación en sí, independientemente del compositor y el intérprete. Esto les dio capacidad para procesar a los creadores de copias no autorizadas de sus cintas o discos en otros países.

## Contexto tecnológico
A mediados de la década de 1960, los sellos discográficos comenzaron a producir casetes compactos pregrabados, una tecnología desarrollada a finales de la década de 1950 que ofrecía reproductores relativamente compactos y almacenamiento que ocupaba poco espacio en comparación con los discos de vinilo. También era mucho más barato y sencillo hacer copias no autorizadas en comparación con los discos de vinilo. A finales de la década de 1960, la infracción de los derechos de autor y la falsificación de estas grabaciones se habían vuelto comunes, y la industria musical presionó para que se firmara un nuevo tratado internacional que les otorgaría protecciones adicionales para combatir la infracción de los derechos de autor.

## La convención de 1971
La convención de 1971 otorgó a los productores de discos el derecho internacional a bloquear las importaciones de grabaciones musicales falsificadas y a tomar medidas contra los distribuidores y minoristas que las vendieran.

## Requisitos de protección
A diferencia del Convenio de Berna, que no exige formalidades para obtener protección, el Convenio de Fonogramas de Ginebra sí establece una formalidad: para asegurar la protección bajo esta convención, las copias de la grabación de sonido deben llevar un aviso de copyright exclusivo para grabaciones de sonido. El aviso consta del símbolo de copyright de fonograma "℗", que es la letra "P" mayúscula dentro de un círculo, el año de publicación y el nombre del propietario de los derechos de autor. De esta manera, la Convención de Ginebra sobre Fonogramas es similar al requisito de notificación de la Convención Universal sobre Derecho de Autor.